# أشا بليك
أشا بليك (بالإنجليزية: Asha Blake)‏ هي صحفية غيانية، ولدت في 20 أغسطس 1961 في غيانا.

## وصلات خارجية
- الموقع الرسمي